# مارگارت بیلز
مارگارت بیلز (انگلیسی: Margaret Bailes؛ زادهٔ ۲۳ ژانویه ۱۹۵۱) دونده اهل ایالات متحده آمریکا بود.
وی در مسابقات کشوری و بین‌المللی در مجموع برندهٔ ۱ مدال طلا شده‌است.